# 김다인 (배구 선수)
김다인(1998년 10월 15일 ~ )은 대한민국의 배구 선수로 포지션은 세터이다. 
현재 V-리그의 수원 현대건설 힐스테이트 소속으로 뛰고 있다.

## 수상 경력

### 단체 수상

#### 개인 클럽
- 수원 현대건설 힐스테이트 (2017-)
  - V-리그
    - 정규리그
      - 1위 (3회) : 2019-2020, 2021-22, 2023-24

    - 챔피언 결정전
      - 우승(1회) : 2023-24

  - KOVO컵
    -  우승 (2회) : 2019, 2021

### 개인 수상
- V리그 베스트7 세터상 (3회) : 2021-22, 2022-23, 2023-24
- V리그 2023-24 4라운드 MVP

- KOVO컵 라이징스타 상 (1회) : 2019

| 전임 박민지 | KOVO컵 라이징스타 2019 | 후임 이주아 |

#### 개인 클럽
- 수원 현대건설 힐스테이트 (2017-)